# Disfemismo
Un disfemismo, también conocido como cacofemismo, contraeufemismo o antieufemismo, es una palabra o expresión deliberadamente despectiva o insultante que se emplea en lugar de otra más neutral. Puede usarse humorísticamente. 

## Características
El disfemismo es lo contrario del eufemismo.
Este fenómeno lingüístico recoge palabras o expresiones de carácter despectivo que denotan una realidad mucho más dura y desagradable que la que ya de por sí manifiesta el tabú lingüístico. 
Un ejemplo de disfemismo es «espicharla» o «estirar la pata» por morir. El eufemismo equivalente sería «pasar a mejor vida». Precisamente porque los eufemismos suelen tratar de sexo y muerte, los disfemismos también lo hacen. Incluso una misma expresión puede ser eufemística y disfemística a la vez, dependiendo del contexto.

## Ejemplos
- Comida basura, comida chatarra: la comida rápida.
- Caja tonta, o caja boba: el televisor.
- Suela de zapato: plancha de cuero.
- ¿Gustas cáncer?: al ofrecer un cigarrillo.
- Está sembrando yuca, o criando malvas: está enterrado o muerto.
- Matasanos: médico
- Sacamuelas: dentista
- Cambiapiezas: mecánico
- Mataburros: diccionario.
- Chupatintas: burócrata.
- Picapleitos: abogado.
- Árboles muertos: publicación impresa en papel, en contraposición a los medios digitales o los libros electrónicos.[2][3]